# Elfie Pertramer
Elfie Pertramer, eigentlich Elfriede Bernreuther, (* 18. November 1924 in München; † 16. November 2011 ebenda) war eine deutsche Bühnen- und Filmschauspielerin.

## Leben
Elfie Pertramer wuchs in einer Künstlerfamilie auf. Zu Beginn ihrer schauspielerischen Tätigkeit agierte sie als Darstellerin in den Münchner Kabaretts Wespennest und Bunter Würfel. Danach drehte sie, ihrem bairischen Idiom entsprechend, zahlreiche Heimatfilme und war als Volksschauspielerin auf Heimatbühnen aktiv. Immer wieder auch sprach sie Rollen in Hörspielen beim Bayerischen Rundfunk und agierte in Unterhaltungssendungen wie der Weißblauen Drehorgel.
1962 hatte sie eine Hauptrolle in dem Film Max, der Taschendieb an der Seite von Heinz Rühmann. Nach der Verfilmung der Lausbubengeschichten spielte sie vorwiegend in den Dirndl-und-Jodl-Filmen der frühen 1970er-Jahre. Elfie Pertramer schloss ihre dritte Ehe 1963 mit dem Kameramann Franz Ausböck und zog 1971 aus persönlichen Gründen für einige Jahre nach Sardinien. Sie lebte auch eine Zeit lang in Assisi in Italien. Dort schrieb sie auch ihre beiden Bücher. Danach kehrte sie wieder zurück und arbeitete erneut für Hörfunk und Fernsehen. Sie mixte ältere Aufnahmen aus dem BR-Archiv mit Szenen aus s’Fensterl zum Hof, ihrer in den 1960er-Jahren erfolgreichen Fernsehserie, und kommentierte sie mit Erinnerungen.
Ihr Sohn Wolfi Fischer ist seit den 1970er-Jahren oft als Darsteller in Fernsehserien des Bayerischen Rundfunks aufgetreten. Laut ihm war Walter Sedlmayr so etwas wie sein „Ziehvater“: „Er war eng mit meiner Mutter befreundet.“ Elfie Pertramers Tochter Dorothea (* 1945) lebt seit 1978 in den USA.
Elfie Pertramer starb am 16. November 2011 kurz vor ihrem 87. Geburtstag in München und wurde auf dem Westfriedhof beigesetzt.

## Schriften
- Die magische Insel. München: Süddeutscher Verlag, 1978.
- Elfie Pertramer erzählt über Gott und die Welt. München: Süddeutscher Verlag, 1988.

## Filmografie
- 1950: Zwei in einem Anzug
- 1950: Aufruhr im Paradies
- 1952: Zwei Menschen
- 1952: Der Weibertausch
- 1952: Der Herrgottschnitzer von Ammergau
- 1953: Ehestreik
- 1954: Hochzeitsglocken
- 1954: Große Star-Parade
- 1955: Drei Männer im Schnee
- 1955: Drei Tage Mittelarrest
- 1955: Wenn die Alpenrosen blüh’n
- 1955: Ja, ja, die Liebe in Tirol
- 1955: Urlaub auf Ehrenwort
- 1955: Ausklang 1955 in 5 Abteilungen: V. Variatio delectat: Die letzte Runde (TV)
- 1956: Wo die alten Wälder rauschen
- 1956: Das Donkosakenlied
- 1957: Schütze Lieschen Müller
- 1957: Der müde Theodor
- 1957: Die Prinzessin von St. Wolfgang
- 1957: Zwei Bayern im Harem
- 1958: Die Mustergattin (TV)
- 1959: Hula-Hopp, Conny
- 1959: Ein Mann geht durch die Wand
- 1960: Nichts neues bei Herrn Müller (TV)
- 1962: Max, der Taschendieb
- 1962: Drei Perlen zum Ersten... (TV)
- 1963: Verärgert mir die Meister nicht (TV)
- 1963: Ferien vom Ich
- 1964: Das Kriminalmuseum: Akte Dr. W.
- 1965: Keine Angst vor Hexen (TV)
- 1965: Adieu 65: Hello 66 (TV)
- 1966: Onkel Filser – Allerneueste Lausbubengeschichten
- 1967: Zur blauen Palette (TV)
- 1967: Heubodengeflüster
- 1969: Liebe durch die Hintertür
- 1970: Schere-reien – Frisierte Indiskretionen (TV)
- 1970: Die rote Mariann' von Tirol (Kurzfilm)
- 1970: Wenn du bei mir bist
- 1970: Das Glöcklein unterm Himmelbett
- 1970: Die rote Mariann aus Tirol (Fernsehserie)[3]
- 1971: Einer spinnt immer
- 1973: Liebesgrüße aus der Lederhose
- 1974: Schwarzwaldfahrt aus Liebeskummer
- 1974: Liebesgrüße aus der Lederhose 2. Teil: Zwei Kumpel auf der Alm
- 2003: Mein Leben war eine Geisterbahn. Eine Hommage an Elfie Pertramer von Sybille Krafft